# Camila Franco
Camila Franco Castañeda (Santiago de Querétaro, 18 de octubre del 2002) es una futbolista profesional mexicana, juega como portera y su actual equipo es el Querétaro Fútbol Club Femenil de la Liga MX Femenil, ha sido convocada a la Selección Sub-17.
Franco debutó el 29 de julio de 2017 en un partido entre Gallos Blancos de Querétaro y Tigres de la UANL que resultó en un empate 0-0. Su talento le valió entrenar con sus análogos en el equipo masculino en octubre de 2017.